# Rachid Kisri
Rachid Kisri né le 2 août 1975, est un athlète marocain spécialisé dans le marathon.En juillet 2012, il participe aux Jeux olympiques d'été de 2012 à Londres.

## Biographie

### Carrière d'athlète
Il commence sa carrière professionnelle en 2004, et participe aux Jeux de la Francophonie de 2005 au Niger qui été sa toute première compétition, il remporte l'or dans le marathon avec un chrono de 2 h 17 min 03 s. En 2012, il participe aux Jeux olympiques d'été de 2012 à Londres, il se classe 18e avec un chrono de 2 h 15 min 09 s.

## Palmarès
| Date | Compétition             | Lieu     | Résultat | Performance     |
| ---- | ----------------------- | -------- | -------- | --------------- |
| 2005 | Jeux de la Francophonie | Niger    | 1er      | 2 h 17 min 03 s |
| 2005 | Championnat du monde    | Helsinki | 17e      | 2 h 28 min 56 s |
| 2007 | Championnat du monde    | Osaka    | 41e      | 2 h 25 min 26 s |
| 2008 | Marathon de Boston      | Boston   | 2e       |                 |
| 2008 | Jeux olympiques d'été   | Beijing  | 21e      | 2 h 10 min 42 s |
| 2011 | Championnat du monde    | Daegu    | 7e       | 2 h 15 min 45 s |
| 2011 | Jeux panarabes          | Doha     | 1er      | 1 h 04 min 03 s |

### Records personnels
| Épreuve             | Performance     | Lieu    | Date         |
| ------------------- | --------------- | ------- | ------------ |
| Marathon de Londres | 1 h 03 min 47 s | Londres | 20 mars 2007 |